# Wojciech Gerson

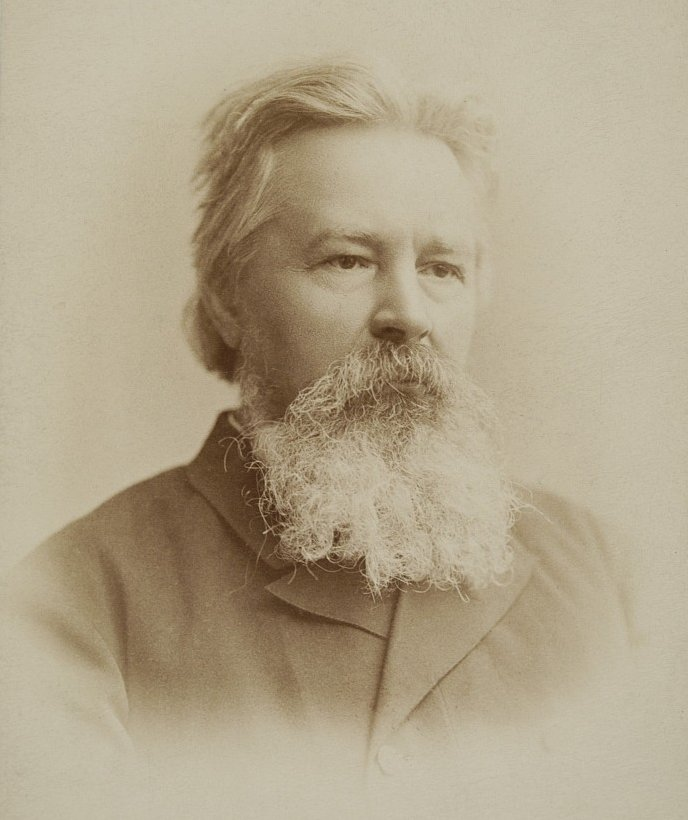
Wojciech Gerson.

Wojciech Gerson (Varsovia, 1831-Varsovia, 1901) fue un pintor polaco.

## Biografía

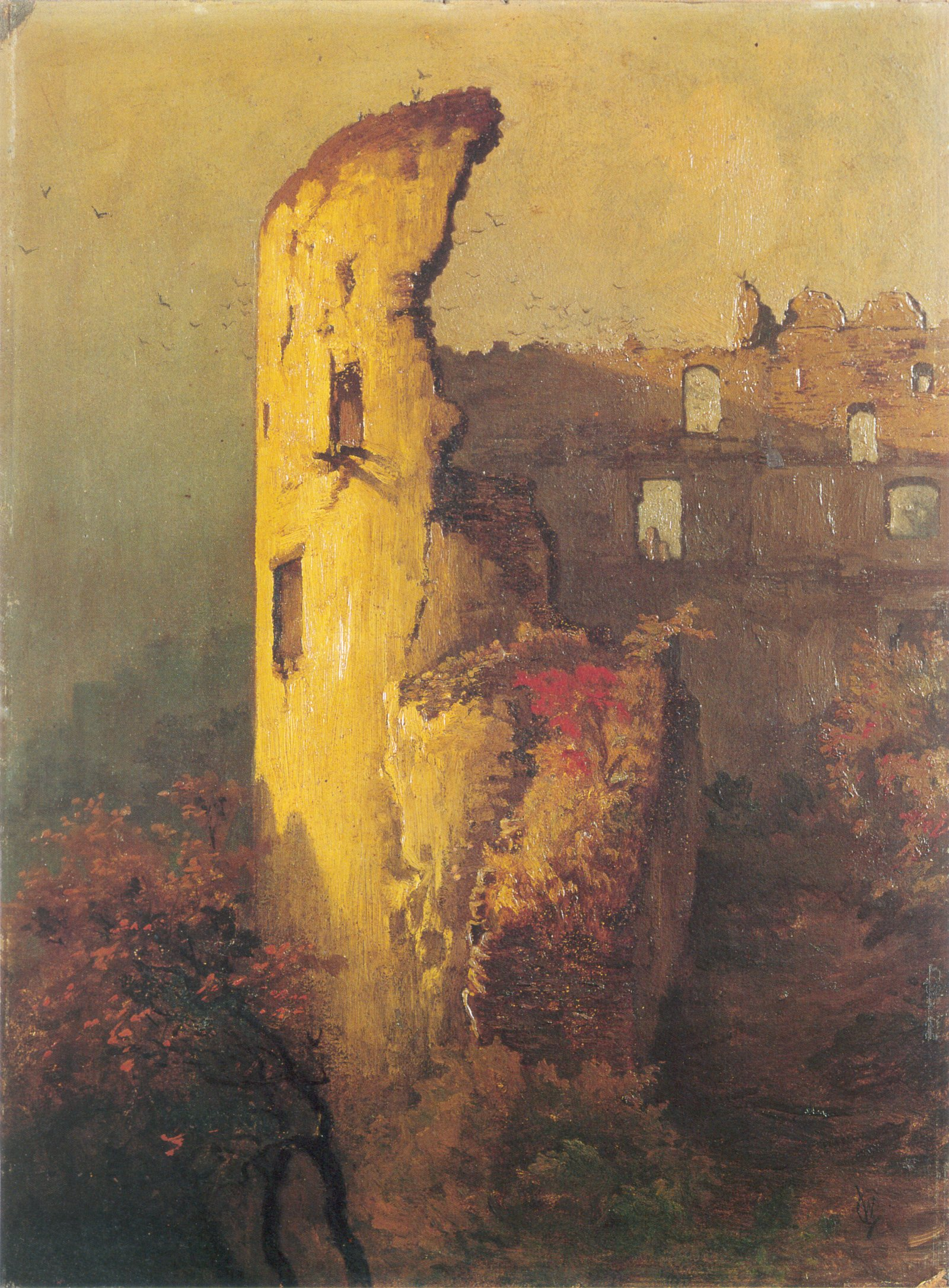
Castillo en ruinas en Ojcowie, en el Museo Nacional de Varsovia. Wojciech Gerson, 1850.

Nacido en 1831 en Varsovia, Gerson se matriculó en la Academia de Bellas Artes de Varsovia, donde se graduó con mención honorífica. Después marchó a formarse a Rusia, a la Academia Imperial de las Artes de San Petersburgo. Allí estudió pintura histórica con A. T. Markov. Graduado en la Academia Imperial con medalla de plata, marchó a Varsovia, para ir luego a París a formarse con Léon Cogniet.
Volvió a su ciudad natal en 1858 y comenzó a trabajar como profesor de arte en su propio taller en 1865, por el que pasaron alumnos que fueron más tarde destacados pintores como Józef Chełmoński, Leon Wyczółkowski, Władysław Podkowiński y Józef Pankiewicz. En 1878 se convirtió en profesor de la Academia Imperial de San Peterbursgo.
Gerson también trabajó como arquitecto y crítico de arte. Es conocido por sus pinturas patrióticas, escenas campestres y paisajes montañosos.